# あの紙ヒコーキ くもり空わって
「あの紙ヒコーキ くもり空わって」（あのかみヒコーキ くもりぞらわって）は、19の2枚目のシングル。
1999年3月20日にビクターエンタテインメントから発売された。CDは8cmCDだが、マキシサイズのケースで発売された。

## 背景・音楽性
作詞は326、作曲は19。共作だがイントロ～Aメロ・サビなど全体のベースは岩瀬、Bメロは岡平。19が発表した表題曲で唯一サビで二人交互に掛け合う楽曲。岡平の歌唱の際、岩瀬がハーモニーをつけているので結果的に岩瀬はサビのすべてを歌唱している。
当初、C/W「卒業の歌、友達の歌。」が表題曲、「あの紙ヒコーキ くもり空わって」がC/Wで発表予定だったが、1999年春のTBS「1999・春」キャンペーンソングに「あの紙ヒコーキ くもり空わって」が使用され、楽曲に関する問合せが多かった事からCDで発売された収録順に落ち着いた。デモバージョンの「紙ひこうき」ではテンポがバラード調のものになっている。

## チャート成績
オリコンチャート初登場時は50位圏内であったが、結果的に最高位6位を獲得、20週連続チャートインするロングセラーとなった。同年末には第50回NHK紅白歌合戦へ初出場する。

## アートワーク
本作のアーティスト写真は、ビクターのレコーディング・スタジオ付近の廃墟前にて撮影された。

## 解散後
着うたダウンロードとインターネット投票を元に制作されたベスト・アルバム『19 〜すべての人へ』では得票数1位となり、1曲目に収録されている。

## 収録曲
全曲 作詞：326、編曲：茂村泰彦
1. あの紙ヒコーキ くもり空わって
作曲：19
2. 卒業の歌、友達の歌。
作曲：イワセケイゴ・岡平健治
3. あの紙ヒコーキ くもり空わって -Music Track-

## 収録アルバム
- 音楽 (#1)
- 19 BEST●青 (#1,2)
- 19 〜すべての人へ (#1,2)

## カバー
- PENGIN - アルバム 『PENGIN FAMILY』(2010年12月15日) に収録[1]。
- 佐々木真央 - ミニアルバム『佐々木真央』（2015年3月25日）に収録。
- 丸本莉子 - アルバム『COVER SONGS』（2018年2月28日）収録。
- 濱野大輝 - アルバム『[Re:collection] HIT SONG cover series feat.voice actors 〜90's-00's EDITION〜』（2022年7月27日）収録。